# フェデリコ・ルッツァー
フェデリコ・ルッツァ（Federico Ruzza、1994年8月4日 - ）は、プロ14ベネットン・ラグビーに所属するラグビーユニオン選手。

## プロフィール
- イタリア・パドヴァ出身。
- ポジションはロック(LO)。
- 身長 198cm、体重 108kg
- U20イタリア代表に選ばれたことがある[1]。
- イタリア代表キャップは36（2022年12月現在）でラグビーワールドカップ2019のイタリア代表に選ばれた[2]。
- 7人制イタリア代表に選ばれたことがある。

## 略歴
F.I.Rアカデミー、ヴィアダーナ、ゼブレを経て、2017年、ベネットンに加入。 